# Międzynarodowy Turniej Młodych Fizyków
Międzynarodowy Turniej Młodych Fizyków (ang. International Young Physicists’ Tournament, IYPT) – jedna z konkurencji międzynarodowych z fizyki, łącząca w sobie elementy pracy naukowej i zespołowej.
Konkurs został zapoczątkowany przez Evgenya Yunosova w 1979 roku. Od tamtego czasu w zawodach wzięło udział 40 krajów i bezpośrednio około 2500 uczniów szkół ponadgimnazjalnych. Zawody międzynarodowe trwają tydzień i są poprzedzane przez wydarzenia krajowe. Dokładna liczba osób, które rozwiązują zadania turniejowe i styka się z turniejem nie jest znana.
Cechami szczególnymi IYPT jest otwartość zadań, długi czas przeznaczony na ich rozwiązanie i brak ograniczeń. Zagadnienia są publikowane na rok przed właściwym konkursem, są otwarte i często nie można udzielić na nie jednoznacznej odpowiedzi. Uczniowie zorganizowani w drużyny opracowując zadania mogą korzystać z dostępnych źródeł oraz konsultować się z pracownikami naukowymi.
Polska uczestniczy w IYPT, zwanym także mistrzostwami świata w fizyce, od 1989 roku.

## Zadania konkursowe
Co roku Międzynarodowy Komitet Organizacyjny (International Organizing Committee, IOC) wybiera 17 problemów badawczych z fizyki, z którymi uczniowie będą się zmagać przez najbliższy rok. Dotyczą one różnych dziedzin fizyki, najczęściej spotyka się zadania związane z hydrodynamiką, termodynamiką, elektromagnetyzmem, mechaniką klasyczną lub optyką. Zadania często dotyczą nowo odkrytych zjawisk lub są związane z obecnymi badaniami w fizyce. Wszystkie problemy na turnieju są otwarte i nie posiadają jednego konkretnego rozwiązania. Aby rozwiązać zadanie, należy samodzielnie przeprowadzić badania. Większość jest możliwa do przeprowadzenia w szkolnej pracowni fizycznej, jednak niemalże co roku w zestawie zadań znajduje się takie, w którym potrzebne jest zastosowanie zaawansowanego sprzętu lub zorganizowanie wyprawy do miejsca, gdzie badane zjawisko występuje. W przygotowywaniu rozwiązań kluczowa jest praca zespołowa, wspólne starania członków zespołu oraz ich opiekuna. Ponieważ wykonanie zadań jest czasochłonne, publikowane są one rok przed terminem konkursu.

## Organizacja konkursu w Polsce
Każdy z krajów biorących udział w zawodach IYPT ma za zadanie wyłonić drużynę go reprezentującą. Sposób wyboru drużyny zależy od kraju. W Polsce reprezentację wybiera się w trakcie zawodów eliminacji krajowych organizowanych przez Instytut Fizyki Polskiej Akademii Nauk w Warszawie przy współpracy z Polskim Towarzystwem Fizycznym. Składają się one z Etapu korespondencyjnego, Półfinałów i Finału. Opis każdego z tych etapów znajduje się poniżej.

### Etap korespondencyjny
Jest to pierwszy etap eliminacji krajowych Turnieju Młodych Fizyków. W jego trakcie drużyny przygotowują opracowania 10 wybranych przez siebie problemów w formie pisemnej. Każde opracowanie powinno mieścić się na nie więcej niż 6 stronach A4 i mieć formę zbliżoną do publikacji naukowej. Drużyny swoje prace przesyłają do Sekretarza Turnieju Młodych Fizyków na adres Instytutu Fizyki PAN w Warszawie. Drużyna sama deklaruje w którym okręgu będzie brać udział w zawodach półfinałowych. Prace oceniane są przez recenzentów w skali od 1 do 10 punktów. Do zawodów półfinałowych klasyfikowane jest 4–6 drużyn, które uzyskały największą sumaryczną liczbę punktów.

### Półfinały
Przedmiotem zawodów półfinałowych jest wszystkie 17 problemów bieżącego turnieju. Zawody półfinałowe odbywają się w trzech okręgach (Warszawskim, Katowickim i od 2015 roku we Wrocławskim). Drużyny przystępują do bezpośredniej rywalizacji. Opracowania są prezentowane w postaci 10-minutowych prezentacji multimedialnych po polsku. Drużyny na przemian przyjmując rolę Referenta, Oponenta, Recenzenta lub Obserwatora. Wystąpienia drużyn są oceniane przez jury w skali od 1 do 10 punktów. Zazwyczaj odbywają się dwie potyczki, tak aby każda drużyna mogła przyjąć każdą z ról dwa razy. Po dwie drużyny z każdego okręgu, które uzyskają największą liczbę punktów, są kwalifikowane do zawodów finałowych.

### Finały ogólnopolskie
Zawody finałowe przebiegają podobnie, jak zawody półfinałowe a rozgrywane są w Instytucie Fizyki PAN w Warszawie. Ich przedmiotem jest 10 zadań wybranych na podstawie preferencji zakwalifikowanych w półfinałach drużyn. Rozgrywki odbywają się w języku angielskim. Drużyna, która wygra zawody, reprezentuje Polskę podczas zawodów międzynarodowych.

## Przebieg konkursu
Każdy etap konkursu składa się z pojedynczych potyczek. W każdej potyczce biorą udział 3 drużyny, każda z nich wyłania osobę, która będzie ją reprezentowała. W każdej potyczce są trzy role:
- Referent
- Oponent
- Recenzent

Innymi słowy jedna z drużyn przedstawia rozwiązanie jednego z zadań, druga zadaje pytania mające na celu zweryfikowanie poprawności tego rozwiązania oraz stopień zrozumienia problemu, trzecia zaś podsumowuje referenta i oponenta. Na koniec potyczki sędziowie oceniają wszystkie trzy wystąpienia w skali od 1 do 10 – z ocen tych wyciągana jest średnia, która jest wynikiem danej drużyny. Wybór referowanego zadania należy do Oponenta – drużyna referująca może albo zaakceptować wyzwanie, albo je odrzucić. Odrzucenie zadania więcej niż trzy razy w ciągu całego etapu Turnieju obniża liczbę punktów przyznaną drużynie Referenta.

## Zawody międzynarodowe
Każdego dnia turnieju odbywa się kilka walk, w których biorą udział po 3-4 drużyny. W sumie każda drużyna bierze udział w 5 walkach (dawniej, gdy mniej krajów brało udział w turnieju, walk tych było mniej), w których może zdobyć w sumie 300 punktów. Ostatniego dnia trzy drużyny z najwyższą liczbą punktów biorą udział w walce finałowej.

### Ścisły Finał
Trzy drużyny z najwyższym wynikiem po pięciu rudach eliminacji walczą w ścisłym finale. Finał jest przeprowadzany podobnie jak normalna potyczka z dwiema różnicami:
- Każda drużyna sama wybiera zadanie, które będzie prezentować.
- Każdy członek drużyny może wystąpić tylko raz podczas ścisłych finałów

Najlepsza drużyna zawodów finałowych wygrywa turniej. Pozostali uczestnicy ścisłego finału otrzymują złoty medal (do 2009 roku był to srebrny medal). Drużyny, które uplasowały się w górnej połowie stawki otrzymują medale brązowe i srebrne. Ilość medali jest określona przez organizatorów bieżącego turnieju (Local Organizing Committee – LOC). Często liczba srebrnych i brązowych medali jest równa.

## Udział Polski w Turnieju Młodych Fizyków
Drużyny z Polski biorą udział w Turnieju od roku 1989. W ostatnich latach Polskę reprezentowały drużyny: Grupa Twórcza Quark, XIV LO im. Stanisława Staszica z Warszawy oraz Klub Naukowy Fenix. Poniżej jest przedstawiona szczegółowa tabela. (Dane z lat 1989–2000 pochodzą z archiwum IYPT, dane z okresu 2001–2016 są zweryfikowane przez archiwum IYPT i TMFwarszawa)
| Rok  | №  | Gospodarz       | Afiliacja drużyny                           | Członkowie drużyny | Opiekun drużyny                                       | Wynik |
| ---- | -- | --------------- | ------------------------------------------- | --- | ----------------------------------------------------- | ----- |
| 1989 | 2  | ZSRR            | XVIII LO im. Jana Zamoyskiego w Warszawie?  | Andrzej de Flassilier, Jacek Pietruczanis, Piotr Poncyljusz, Krzysztof Szereda, Jarek Żygierewicz                             | Maciej Jenike                                         | ?     |
| 1990 | 3  | ZSRR            | Grupa Twórcza Quark                         | Marcin Braun (kapitan), Weronika Białkowska, Andrzej Kudlicki, Marek Bukowy                                                   | Urszula Woźnikowska-Bezak                             | 3     |
| 1991 | 4  | ZSRR            | VIII LO w Katowicach?                       | Przemysław Repetowicz (kapitan), Robert Wróbel, Paweł Raj                                                                     | Bogusław Lanuszny                                     | 2     |
| 1992 | 5  | Rosja           | ?                                           | Marek Kaczorowski (kapitan), Artur Gajda, Kamila Misiak, Krzysztof Kuźnik, Anna Muszyńska                                     | Zenona Stojecka                                       | ?     |
| 1993 | 6  | Rosja           | Grupa Twórcza Quark                         | Bartłomiej Bezak (kapitan), Tomasz Przebieracz (cptn?), Tadeusz Cichy, Łukasz Rauer, Adrian Tkacz                             | Przemysław Repetowicz, Urszula Woźnikowska-Bezak      | ?     |
| 1993 | 6  | Rosja           | XXVII LO im. Tadeusza Czackiego w Warszawie | Tomasz Kryłowicz (kapitan), Grzegorz Kubalski, Maciej Linczuk, Michał Mali, Joanna Obiegalka                                  | Maria Zaborowska-Kuśmierek                            | ?     |
| 1994 | 7  | Holandia        | XXVII LO im. Tadeusza Czackiego w Warszawie | Wiktor Maślana, Paulina Płochocka, Maciej Sobieraj, Piotr Świderski, Rafał Zatoński                                           | Maria Zaborowska-Kuśmierek                            | 7     |
| 1995 | 8  | Polska          | I LO im. Tadeusza Kościuszki w Legnicy      | Grzegorz Klima (kapitan), Bogdan Piatkowski, Sebastian Wieczorek, Piotr Byszyński, Jarosław Simiński                          | Leopold Stefanek                                      | ?     |
| 1995 | 8  | Polska          | XXVII LO im. Tadeusza Czackiego w Warszawie | Jacek Chorobiński (kapitan), Adam Amborski, Bolesław Dziembowski, Paweł Huchla, Jakub Zieliński                               | Maria Zaborowska-Kuśmierek                            | ?     |
| 1996 | 9  | Gruzja          | ?                                           | Anna Grochola (kapitan), Anna Krześniak, Anna Grzybowska, Anna Klimek, Joanna Kuchcik                                         | Marek Golka                                           | 4     |
| 1997 | 10 | Czechy          | Grupa Twórcza Quark?                        | Adam Głogowski (kapitan), Paweł Nowak, Maciej Borówka, Marcin Robakowski, Marek Mossakowski                                   | Urszula Woźnikowska-Bezak                             | 6     |
| 1998 | 11 | Niemcy          | Grupa Twórcza Quark?                        | Anna Duława (kapitan), Paweł Nowak, Anna Kauch, Tomasz Bilczyński, Piotr Laskowski                                            | Urszula Woźnikowska-Bezak                             | 3     |
| 1999 | 12 | Austria         | Grupa Twórcza Quark?                        | Anna Duława (kapitan), Krzysztof Domino, Piotr Giemza, Tomasz Kłoda, Andrzej Szary                                            | Urszula Woźnikowska-Bezak                             | 9     |
| 2000 | 13 | Węgry           | I LO im. Tadeusza Kościuszki w Legnicy      | Olga Łopusiewicz (kapitan), Anna Engel, Katarzyna Karwacz, Magdalena Kubiak, Jarosław Kubielas                                | Leopold Stefanek                                      | 8     |
| 2000 | 13 | Węgry           | Grupa Twórcza Quark?                        | Tomasz Kłoda (kapitan), Konrad Blocher, Leszek Grzanka, Tomasz Kulawik, Krzysztof Smolak                                      | Urszula Woźnikowska-Bezak                             | 1     |
| 2001 | 14 | Finlandia       | XIV LO im. Stanisława Staszica w Warszawie  | Karolina Kocko (kapitan), Natalia Laskowska, Janek Gutt, Andrzej Hryczuk, Marek Szyprowski                                    | Stanisław Lipiński                                    | 7     |
| 2002 | 15 | Ukraina         | XIV LO im. Stanisława Staszica w Warszawie  | Jan Gutt (kapitan), Anna Zlatkes, Andrzej Hryczuk, Jacek Wołkowicz, Robert Żak                                                | Stanisław Lipiński                                    | 1     |
| 2003 | 16 | Szwecja         | XIV LO im. Stanisława Staszica w Warszawie  | Magda Sowińska (kapitan), Jacek Bobiński, Tomasz Czekala, Piotr Podziemski, Andrzej Nowojewski                                | Stanisław Lipiński                                    | 2     |
| 2004 | 17 | Australia       | XIV LO im. Stanisława Staszica w Warszawie  | Piotr Podziemski (kapitan), Paulina Jakubowska, Paweł Dębski, Maciej Lisicki, Dariusz Wawer, Krzysztof Geras                  | Stanisław Lipiński                                    | 1     |
| 2005 | 18 | Szwajcaria      | XIV LO im. Stanisława Staszica w Warszawie  | Paweł Dębski (kapitan), Tomasz Bobiński, Maciej Lisicki, Krzysztof Wójtowicz, Maciej Zielenkiewicz, rez. Aleksiej Khrabrov    | Stanisław Lipiński                                    | 5     |
| 2006 | 19 | Słowacja        | XIV LO im. Stanisława Staszica w Warszawie  | Tomasz Bobiński (kapitan), Aleksiej Khrabrov, Tomasz Kamiński, Katarzyna Madej, Joanna Matus, Jolanta Szałkowska (rez)        | Stanisław Lipiński                                    | 5     |
| 2007 | 20 | Korea           | Grupa Twórcza Quark                         | Szymon Migacz (kapitan), Justyna Chromik, Aleksander Kubica, Grzegorz Mazur, Rafał Modrzewski, Bartłomiej Kądzielawa (rez.)   | Urszula Woźnikowska-Bezak                             | 8     |
| 2008 | 21 | Chorwacja       | Grupa Twórcza Quark                         | Aleksander Kubica (kapitan), Szymon Migacz, Piotr Laszczak, Paweł Morkisz, Maciej Dendzik                                     | Urszula Woźnikowska-Bezak                             | 6     |
| 2009 | 22 | Chiny           | XIV LO im. Stanisława Staszica w Warszawie  | Inga Rüb (kapitan), Urszula Włodkowska, Jan Bihałowicz, Piotr Suwara, Michał Tomaszewski, Albert Sławiński (rez.)             | Stanisław Lipiński                                    | 13    |
| 2010 | 23 | Austria         | XIV LO im. Stanisława Staszica w Warszawie  | Łukasz Gładczuk (kapitan), Albert Sławiński, Mateusz Siwiec, Jacek Łysiak, Piotr Wierzba                                      | Stanisław Lipiński                                    | 14    |
| 2011 | 24 | Iran            | XIV LO im. Stanisława Staszica w Warszawie  | Łukasz Gładczuk (kapitan), Maciej Malinowski, Ryszard Błogowski, Grzegorz Fabiański, Stanisław Świdwiński                     | Michał Oszmaniec                                      | 10    |
| 2012 | 25 | Niemcy          | XIV LO im. Stanisława Staszica w Warszawie  | Kuba Szcześniak (kapitan), Karol Konopko, Kacper Wikieł, Kasia Siennicka, Mateusz Dziwulski                                   | Łukasz Gładczuk                                       | 19    |
| 2013 | 26 | Tajwan          | XIV LO im. Stanisława Staszica w Warszawie  | Marcin Kalinowski (kapitan), Mateusz Eggink, Kuba Supeł, Tomasz Schmidt, Mateusz Dziwulski, Krzysztof Górka(rez)              | Łukasz Gładczuk                                       | 4     |
| 2014 | 27 | Wielka Brytania | XIV LO im. Stanisława Staszica w Warszawie  | Anna Wald (kapitan), Paweł Czyż, Tymoteusz Miara, Filip Moldzyński, Radost Waszkiewicz                                        | Łukasz Gładczuk                                       | 3     |
| 2015 | 28 | Tajlandia       | Klub Naukowy Fenix                          | Radost Waszkiewicz (kapitan), Anna Wald, Frederic Grabowski, Oskar Grudziński, Bartłomiej Marchliński, Karolina Wróbel (rez). | Łukasz Gładczuk                                       | 2     |
| 2016 | 29 | Rosja           | Klub Naukowy Fenix                          | Anna Buchman, Izabella Żebrowska, Jakub Pazio, Jakub Ogonowski, Paweł Galas                                                   | Łukasz Gładczuk                                       | 13    |
| 2017 | 30 | Singapur        | Klub Naukowy Fenix                          | Marcin Augustynowicz (kapitan), Adam Grzela, Bartłomiej Lewandowski, Filip Kubacki, Michał Kubacki                            | Łukasz Gładczuk, Radost Waszkiewicz                   | 3     |
| 2018 | 31 | Chiny           | Klub Naukowy Fenix                          | Michał Bucoń (kapitan), Zosia Dziekan, Adam Gałązka, Karol Gałązka, Igor Sadalski                                             | Łukasz Gładczuk, Radost Waszkiewicz                   | 8     |
| 2019 | 32 | Polska          | Klub Naukowy Fenix                          | Hubert Supeł (kapitan), Szymon Petyniak, Paweł Mucha, Łukasz Zalewski                                                         | Łukasz Gładczuk, Radost Waszkiewicz                   | 23    |
| 2020 | 33 | Rumunia         |                                             | Turniej międzynarodowy nie odbył się ze względu na pandemię COVID-19                                                          |                                                       |       |
| 2021 | 34 | Gruzja          | Klub Naukowy Fenix                          | Jan Turczynowicz (kapitan), Mikołaj Czarnecki, Maciek Dąbkowski, Igor Kumela                                                  | Łukasz Gładczuk, Radost Waszkiewicz                   | 1     |
| 2022 | 35 | Rumunia         | Klub Naukowy Fenix                          | Jan Turczynowicz (kapitan), Mikołaj Czarnecki, Maciek Dąbkowski, Igor Kumela, Rafał Bryl                                      | Łukasz Gładczuk, Radost Waszkiewicz                   | 3     |
| 2023 | 36 | Pakistan        | Klub Naukowy Fenix                          | Paweł Ptaszek (kapitan), Jakub Soboń, Maksymilian Ogiela, Malwina Górska, Szymon Markiewicz                                   | Łukasz Gładczuk, Jan Turczynowicz, Radost Waszkiewicz | 1     |
| 2024 | 37 | Węgry           | Klub Naukowy Fenix                          | Paweł Ptaszek (kapitan), Maksymilian Ogiela, Zofia Lamęcka, Antoni Kujawski                                                   | Łukasz Gładczuk, Jan Turczynowicz, Radost Waszkiewicz | 3     |
| 2025 | 38 | Szwecja         | Klub Naukowy Fenix                          | Zofia Makowska (kapitan), Błażej Gorzałek, Piotr Bacciarelli-Grobelny, Krzysztof Maksymowicz, Mateusz Tarczyński              | Łukasz Gładczuk, Jan Turczynowicz                     | 5     |
| 2026 | 39 | Szwajcaria      |                                             | |                                                       |       |
| 2027 | 40 | Nowa Zelandia   |                                             | |                                                       |       |
| 2028 | 41 | Czechy          |                                             | |                                                       |       |

W roku 2020 turniej miał się odbyć w Rumunii, jednak ze względu na panującą pandemię COVID-19 zawody międzynarodowe zostały odwołane. Finały eliminacji polskich nie zostały rozegrane, zawody polskie zakończył się na półfinałach, tym samym nie została wyłoniona reprezentacja Polski. Wyniki pracy uczestników polskich zawodów TMF zostały przedstawione podczas Konferencji Turnieju Młodych Fizyków 2020.

## Zestawienie medali
| Kraj              | Złoto | Srebro |
| ----------------- | ----- | ------ |
| Singapur          | 11    | 1      |
| Polska            | 10    | 5      |
| Niemcy            | 9     | 13     |
| Korea Południowa  | 5     | 6      |
| Chiny             | 5     | 3      |
| Słowacja          | 4     | 8      |
| Szwajcaria        | 4     | 3      |
| Czechy            | 4     | 1      |
| Węgry             | 3     | 6      |
| Austria           | 3     | 3      |
| Chińskie Tajpej   | 2     | 6      |
| Nowa Zelandia     | 1     | 8      |
| Ukraina           | 1     | 6      |
| Białoruś          | 1     | 5      |
| Rosja             | 1     | 5      |
| Gruzja            | 1     | 4      |
| Bułgaria          | 1     | 2      |
| Australia         | 1     | 2      |
| Iran              | 1     | 2      |
| Chorwacja         | 1     | 1      |
| Czechosłowacja    | 1     | 0      |
| Brazylia          | 0     | 6      |
| Szwecja           | 0     | 3      |
| Czechy            | 0     | 3      |
| Holandia          | 0     | 2      |
| Łotwa             | 0     | 1      |
| ZSRR              | 0     | 1      |
| Stany Zjednoczone | 0     | 1      |